# Abutilon pitcairnense
Abutilon pitcairnense este o plantă perenă în amenințată critic, originară din Insula Pitcairn. A fost cândva considerată dispărută, până când pe insulă a fost descoperită o singură plantă în 2003. La acea vreme, au fost colectați butași și semințe pentru a propaga mai multe plante la o pepinieră de pe insulă și în grădini botanice din Irlanda și Anglia. Ultima plantă sălbatică supraviețuitoare a murit într-o alunecare de teren în 2005, ceea ce a dus la încadrarea în categoria dispărută în sălbăticie.

## Descriere
Abutilon pitcairnense este un arbust, care crește până la 1 metru înălțime, cu flori galbene în formă de clopot, cu petale lungi de 3 centimetri. Frunzele alternate sunt de 13 pe 9 centrimetri. Planta este nativă pantelor instabile, înflorind din iulie până în august.

## Taxonomie
Abutilon pitcairnense a fost descoperită în 1934 de doi botaniști americani, Harold St. John și Francis Raymond Fosberg, și a fost numită după insulă.